# 美丽列当
美丽列当（学名：Orobanche amoena）为列当科列当属下的一个种。

## 扩展阅读
- 維基物種上的相關：美丽列当